# Castiglione d’Intelvi
Castiglione d’Intelvi (Castion im Comer Dialekt) ist eine norditalienische Ortschaft im Val d’Intelvi in der Provinz Como in der Lombardei mit zuletzt 1202 Einwohnern (Stand 31. Dezember 2016). 

## Geographie
Die Ortschaft liegt etwa sechzehn Kilometer nördlich von Como zwischen Luganersee und Comer See und gehört zur Comunità Montana Lario Intelvese.

## Geschichte
Sie war bis zur Gründung der Gemeinde Centro Valle Intelvi zum 1. Januar 2018 eine eigene Gemeinde (comune).

## Bevölkerung
| Bevölkerungsentwicklung' | Bevölkerungsentwicklung' | Bevölkerungsentwicklung' | Bevölkerungsentwicklung' | Bevölkerungsentwicklung' | Bevölkerungsentwicklung' | Bevölkerungsentwicklung' | Bevölkerungsentwicklung' | Bevölkerungsentwicklung' | Bevölkerungsentwicklung' | Bevölkerungsentwicklung' | Bevölkerungsentwicklung' | Bevölkerungsentwicklung' | Bevölkerungsentwicklung' |
| ------------------------ | ------------------------ | ------------------------ | ------------------------ | ------------------------ | ------------------------ | ------------------------ | ------------------------ | ------------------------ | ------------------------ | ------------------------ | ------------------------ | ------------------------ | ------------------------ |
| Jahr                     | 1751                     | 1805                     | 1861                     | 1901                     | 1911                     | 1931                     | 1951                     | 1971                     | 1991                     | 2001                     | 2011                     | 2017                     |                          |
| Einwohner                | 338                      | 512                      | 666                      | 683                      | 854                      | 662                      | 526                      | 501                      | 661                      | 760                      | 1057                     | 1218                     |                          |

## Sehenswürdigkeiten
- Kirche Santo Stefano (1884)[1]
- Kirche Sant’Agata (1587)[2]
- Oratorium Madonna del Restello (1717/1726) mit Fresken von Giulio Quaglio und Alessandro Ferretti, Stuckarbeiten von Giovanni Battista Comparetti aus Pigra und ein polychromes Antependium des Scagliolista Pietro Solari aus Verna.[3][4]